# Limnodriloides clavellatus
Limnodriloides clavellatus är en ringmaskart som beskrevs av Finogenova 1986. Limnodriloides clavellatus ingår i släktet Limnodriloides och familjen glattmaskar. Inga underarter finns listade i Catalogue of Life.